# Jaera sarsi
Jaera sarsi é uma espécie de crustáceo descrita por Alexander Valkanov em 1936. Jaera sarsi faz parte do gênero Jaera e da família Janiridae.